# Sternarchogiton
Sternarchogiton és un gènere de peixos pertanyent a la família dels apteronòtids.

## Distribució geogràfica
Es troba a Sud-amèrica: la conca del riu Amazones, incloent-hi el riu Xingu i el Brasil.

## Taxonomia
- Sternarchogiton labiatus (De Santana & Crampton, 2007)[8]
- Sternarchogiton nattereri (Steindachner, 1868)[9]
- Sternarchogiton porcinum (Eigenmann & Allen, 1942)[10]
- Sternarchogiton preto (De Santana & Crampton, 2007)[8]
- Sternarchogiton zuanoni (De Santana & Vari, 2010)[11][12][13][14][15][16][17]